# Brandon T. Jackson
Brandon Timothy Jackson (Detroit, 1984. március 7.–) amerikai színész, stand-up komikus, rapper és író.

## Fiatalkora
A michigani Detroitban született. Édesanyja, Beverly Yvonne lelkésznő. Édesapja, Wayne Timothy Jackson lelkész, a Miracles Do Happen: The Power and Place of Miracles as a Sign to the World című könyv szerzője. Anyai nagyapja, Royal Titus Bozeman pünkösdi gyermekprédikátor volt, akit az indianai újságok "csodagyerek"-nek neveztek.

## Filmográfia

### Film
| Év   | Magyar cím                                     | Eredeti cím                           | Szerep                                           | Magyar hang   |
| ---- | ---------------------------------------------- | ------------------------------------- | ------------------------------------------------ | ------------- |
| 2001 |                                                | Nikita Blues                          | Tyrone                                           |               |
| 2001 | Ali                                            | Ali                                   | klub vendége (stáblistán nem szerepel)           |               |
| 2002 | 8 mérföld                                      | 8 Mile                                | Chin Tiki Klub vendége (stáblistán nem szerepel) |               |
| 2005 | Kavaró korisok                                 | Roll Bounce                           | Junior                                           |               |
| 2007 | Családi karácsony                              | This Christmas                        | El Rey MC                                        |               |
| 2007 | Kegyenc fegyenc                                | Big Stan                              | Deshawn                                          |               |
| 2008 |                                                | Cuttin' da Mustard                    | Rolo                                             |               |
| 2008 | Trópusi vihar                                  | Tropic Thunder                        | Alpa Chino                                       | Szabó Máté    |
| 2008 |                                                | Days of Wrath                         | Lil 1                                            |               |
| 2008 | Amikor megállt a Föld                          | The Day the Earth Stood Still         | Céltechnikus                                     |               |
| 2009 | Halálos iram                                   | Fast & Furious                        | Alex (BMW sofőr)                                 |               |
| 2010 | Fogtündér                                      | Tooth Fairy                           | Duke                                             | Stern Dániel  |
| 2010 | Villámtolvaj – Percy Jackson és az olimposziak | Percy Jackson and the Lightning Thief | Grover Underwood                                 | Szabó Máté    |
| 2010 | végjáték                                       | Operation: Endgame                    | Tower                                            |               |
| 2010 | Lottószelvény                                  | Lottery Ticket                        | Benny                                            | Hamvas Dániel |
| 2011 | Gagyi mami 3. – Mint két tojás                 | Big Mommas: Like Father, Like Son     | Trent Pierce / Charmaine Daisy Pierce            | Szabó Máté    |
| 2012 | Megrázó tehetség                               | Thunderstruck                         | Alan                                             | Takátsy Péter |
| 2013 | Percy Jackson: Szörnyek tengere                | Percy Jackson: Sea of Monsters        | Grover Underwood                                 | Szabó Máté    |
| 2013 |                                                | Approaching Midnight                  | Artie AJ Culpepper tizedes                       |               |
| 2016 | Érettségi után, érettség előtt                 | Get a Job                             | Luke                                             | Pásztor Tibor |
| 2016 |                                                | Eloise                                | Dell Richards                                    |               |
| 2017 | Egy különleges ember éve                       | The Year of Spectacular Men           | Logan                                            | Csiby Gergely |
| 2017 |                                                | Izzy Gets the F*ck Across Town        | Dick                                             |               |
| 2018 |                                                | A Talent for Trouble                  | Niles Wellington                                 |               |
| 2019 |                                                | All the Way with You                  | Malik                                            |               |
| 2024 |                                                | Trap City                             | DeShawn                                          |               |

### Televízió

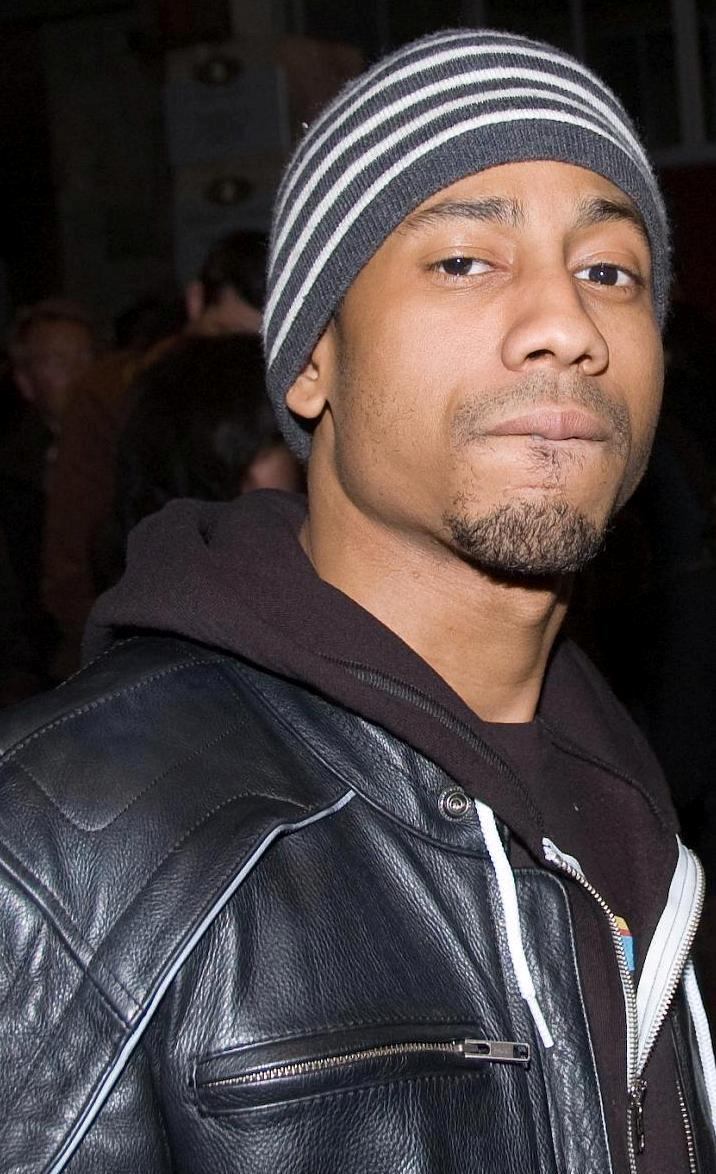
2009-ben

| Év        | Magyar cím           | Eredeti cím               | Szerep                            | Megjegyzések      |
| --------- | -------------------- | ------------------------- | --------------------------------- | ----------------- |
| 1999      |                      | Norm                      | Buster                            | 1 epiizód         |
| 2001      |                      | The Zeta Project          | Blair, Jace                       | 2 epizód          |
| 2007      |                      | Super Sweet 16: The Movie | Brian                             | tévéfilm          |
| 2011      | Nevelésből elégséges | Raising Hope              | Justin                            | 1 epizód          |
| 2014      | Kaliforgia           | Californication           | Hashtag                           | 3 epizód          |
| 2014      | Tömény történelem    | Drunk History             | Robert Smalls                     | 1 epizód          |
| 2014      |                      | Wild 'N Out               | több szerep                       | 20 epizód         |
| 2014–2016 |                      | Deadbeat                  | Rufus "Roofie" Jones              | főszereplő        |
| 2015      |                      | Mr. Robinson              | Ben Robinson                      | főszereplő        |
| 2015–2020 | BoJack Horseman      | BoJack Horseman           | Corduroy Jackson-Jackson (hangja) | visszatérő szerep |
| 2016      | Amerikai fater       | American Dad!             | Tiglet (hangja)                   | 1 epizód          |
| 2017      |                      | Face Value                | csapatkapitány                    | 1 epizód          |
| 2017      | Szerelem a tizedikre | Love by the 10th Date     | Dante                             | tévéfilm          |

## Díjak és jelölések
Black Reel Awards
- Megnyert díj – legjobb áttörést hozó alakítás – Kavaró korisok (2005)
- Jelölve – legjobb férfi mellékszereplő – Trópusi vihar (2008)
- Jelölve – legjobb férfi mellékszereplő – Villámtolvaj – Percy Jackson és az olimposziak (2010)

Arany Málna díj
- Jelölve – legrosszabb női mellékszereplő – Gagyi mami 3. – Mint két tojás (2012)

## Fordítás
- Ez a szócikk részben vagy egészben  a   Brandon T. Jackson című angol Wikipédia-szócikk fordításán alapul.  Az eredeti cikk szerkesztőit annak laptörténete sorolja fel. Ez a jelzés csupán a megfogalmazás eredetét és a szerzői jogokat jelzi, nem szolgál a cikkben szereplő információk forrásmegjelöléseként.